# Церковь Входа в Иерусалим (Великий Новгород)
Церковь Входа в Иерусали́м в Великом Новгороде находится на территории Новгородского Детинца с юго-восточной стороны от Софийского собора.

## История
Построена в 1759 году. Являлась придельным храмом Софийского собора, выполняла также функции зимнего храма Святой Софии.
В 1930 году была ликвидирована. В церкви был проведён ремонт: разобраны барабан и купол. Из внешних атрибутов культового строения у него осталась одна апсида.
В 1932 году в храме открылся Художественный музей.
Во время Великой Отечественной войны здание не пострадало. 
С 1960-х годов используется как лекторий Новгородского музея.
В 2009 году в ходе прокладки кабеля у южных стен храма был обнаружен фундамент древней Церкви Входа в Иерусалим постройки 1336 года. В 2010 году на месте были начаты археологические изыскания.